# Małe Brzezie
Małe Brzezie – przysiółek wsi Brzezinka w Polsce, położony w województwie dolnośląskim, w powiecie oleśnickim, w gminie Oleśnica.
W latach 1975–1998 przysiółek należał administracyjnie do województwa wrocławskiego.